# Julius Schrag

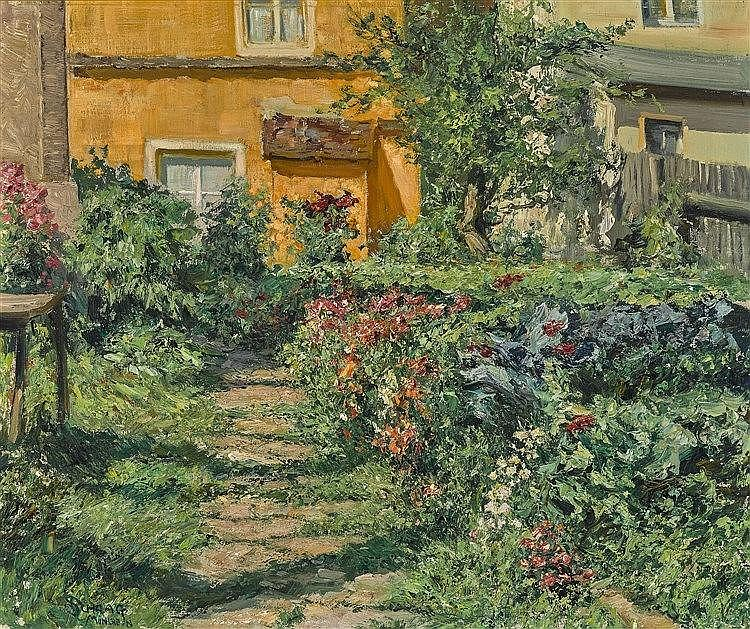
Garten in Blüte

Julius Schrag (* 27. Juli 1864 in Nürnberg; † 10. Oktober 1946 oder 1948 in Traunstein oder München) war ein deutscher Genremaler, Grafiker und Radierer.

## Leben und Wirken
Schrag war der Sohn des königlichen Hofbuchhalters Georg Friedrich Heinrich Schrag. Er verbrachte Kindheit und Jugend in Nürnberg und bekam in jungen Jahren erstmals Malunterricht von Lorenz Ritter und besuchte das Atelier von Max Ebersberger. Ab dem 18. April 1882 besuchte er die Naturklasse von Johann Leonhard Raab an der Akademie der Bildenden Künste München. Er lernte darüber hinaus bei Wilhelm von Diez, Wilhelm von Lindenschmitt und Heinrich von Zügel. Zu seinen Mitschülern gehörten Maximilian Dasio, Wilhelm Herder und Max Slevogt.
Als freier Künstler hielt sich Schrag zunächst bevorzugt in Franken und Tirol auf. Insbesondere die niederländische Malerei, deren Meisterwerke er 1888 während der internationale Kunstausstellung in München sah, inspirierte ihn sehr. Aufgrund der Gemälde der Brüder Maris, Mauve und Albert Neuhaus wollte er Landschaften in Friesland und Holland malen. 1903 konnte er erstmals nach Holland reisen, was er sich lange Zeit sehnlich gewünscht hatte. Er schuf Werke in Amsterdam, Volendam und Monnikendam.
Schrag besuchte danach immer wieder die Niederlande und Flandern und erstellte Gemälde in Brügge, Mol, Nieuport, Heeze, Edam, Hoorn und Amsterdam. Für eine niederländische Landschaftsmalerei erhielt er 1905 in Salzburg die Goldene Österreichische Staatsmedaille. Während der 10. Internationalen Kunstausstellung in München bekam er für das Bild mit dem Titel „Flämisches Interieur“ die Goldene Medaille.
Im Jahr 1911 lebte Schrag ein halbes Jahr in Paris. Während des Ersten Weltkriegs war er als Künstler in Lüneburg, Lübeck, Wismar, Stralsund und Danzig tätig. In Stralsund malte er das Bild „Sonniges Haus“, für das er 1922 die Goldene Österreichische Staatsmedaille bekam. Ab 1920 beschäftigte er sich mit der Landschaft Ostfriesland. In den folgenden nahezu 25 Jahren reiste er jährlich dorthin und malte in Emden, Greetsiel, Accumersiel, Carolinensiel und Fischerdörfern an der Unterems, insbesondere Ditzum und Jemgum. Dabei arbeitete er häufig gemeinsam mit den einheimischen Künstlern Jaques Roskamp und Georg Warring.
Schrag hatte ein Atelier in der Kaulbachstraße in München, in dem er jahrelang seine Bilder aus Holland und Ostfriesland aufbewahrte. Er erhielt viele Ehrungen und sehr positive Kritiken aus dem In- und Ausland. 1926 wurde er zum Professor ernannt. Seine Gemälde sind in zahlreichen deutschen Museen zu sehen, so in München, Nürnberg, Emden, Lübeck, Hannover, Kulmbach und Zwickau. Weitere Bilder befinden sich im Ausland und in Privatsammlungen.

## Stil
Schrag gestaltete seine Gemälde farblich meisterhaft und galt als Meister der Interieurmalerei. Er schuf größtenteils kleinformatige, feine Stimmungsbilder mit hohen Himmeln und herben Landschaften Ostfrieslands. Er arbeitete sehr poetisch mit tiefen, satten Farbtönen und mochte breite Landschaften mit freien Horizonten, aber auch feingezogene Kanäle und Ufer oder die Bauernhöfe, die einen stillen Ernst ausstrahlten. Die Farben wirken ausgewogen und strahlend, jedoch nie grell oder aufdringlich. Seine Interieurgemälde aus Holland und Friesland wirken daher äußerst ruhig.
Schrag galt auch als meisterlicher Zeichner, der mit satten Bleistiftstrichen arbeitete, deren Ausdruckskraft der seiner Bilder ähnelte. Er könnte als Impressionist eingeordnet werden, der nicht zur Moderne wechselte, wollte selbst aber nicht als solcher bezeichnet werden.